# Templo de Lubbock
El Templo de Lubbock, Texas, es uno de los templos construidos y operados por la Iglesia de Jesucristo de los Santos de los Últimos Días, el número 109 construido por la iglesia y el tercero de cuatro construidos en el estado de Texas. Situado en la ciudad de Lubbock, un área metropolitana de más de 250 mil habitantes que ha recibido misioneros SUD desde 1843, el templo consta de un solo pináculo y jardines que, a diferencia del interior del templo, están abiertos al público. Solo el templo y un centro de estaca están en el terreno del templo. 
Al templo, por su cercanía a las comunidades, acuden Santos de los Últimos Días provenientes del norte del estado de Texas, así como comunidades del este del estado de Nuevo México, incluyendo a Roswell.

## Construcción
La Primera Presidencia de la iglesia SUD anunció la construcción del templo en la ciudad de Lubbock durante la conferencia general de abril de 2000. Tras el anuncio público, la iglesia en ese país buscó un terreno adecuado, considerando varios puntos y finalmente se decidió construir el templo religioso en un terreno que la iglesia poseía en la ciudad de Lubbock. La ceremonia de la primera palada tuvo lugar el 4 de noviembre de 2000, siendo presidida por las autoridades generales del área. 
El templo se construyó a base de granito gris extraído de China y cuenta con dos salones empleados para las ordenanzas SUD, dos salones de sellamientos matrimoniales y un batisterio. El templo tiene un área de 1.533 metros cuadrados de construcción en un terreno de 1,1 hectáreas.
El templo de Lubbock es uno de los templos de menores proporciones que tiene variaciones al diseño y planos de los templos construidos a fines del siglo XX. Tiene mayor superficie para incluir un segundo salón para las investiduras ceremoniales, ambos salones cuentan con dos salas para estadios progresivos de la ceremonia, la primera de las dos dotada de la película de la creación y la segunda sala dotada con el velo que separa al salón celestial.

## Dedicación
El templo SUD de la ciudad de Lubbock fue dedicado para sus actividades eclesiásticas en cuatro sesiones el 21 de abril de 2002, por el entonces presidente de la iglesia SUD Gordon B. Hinckley. Con anterioridad a ello, la semana del 23al 30 de marzo de ese mismo año, la iglesia permitió un recorrido público de las instalaciones y del interior del templo al que asistieron cerca de 25.000 visitantes. Unos 4.000 miembros de la iglesia e invitados asistieron a la ceremonia de dedicación, que incluye una oración dedicatoria. Una nueva misión fue creada en Lubbock dos meses después de la dedicación del templo.
El templo de Lubbock fue el templo número 48 construido con especificaciones de menores proporciones que fueron establecidas en 1999 con el fin de completar la meta del entonces presidente de la iglesia Gordon B. Hinckley de tener construidos 100 templos alrededor del mundo para fines del año 2000. Con 16 498 pies cuadrados (1532,7 m²) de construcción, es uno de los templos de mayor tamaño entre los templos de menores proporciones operados por la iglesia SUD a nivel mundial. El templo de menores proporciones más pequeño es el templo de Colonia Juárez, con 6800 pies cuadrados (631,7 m²) de construcción y el templo de Yigo, Guam con 6861 pies cuadrados (637,4 m²).